# B&T APC衝鋒槍
B&T APC（英語：Brügger & Thomet APC）是一系列由位於瑞士图恩的布鲁加&托梅（簡稱：B&T或B+T）公司設計及生產的冲锋枪。APC9發射9×19毫米口徑手枪子彈，而APC45則發射.45 ACP口徑手枪子彈。APC的英文全寫為，中文意為「先進警用卡賓槍」。

## 歷史
整個APC系列的設計原因是，世界需要一款介於個人防衛武器與5.56毫米突击步枪之間、最先進的9毫米警用卡賓槍或衝鋒槍。
在輕武器市場，保障產品性能的前提下，價格競爭力成為公司賴以生存的法寶。目前國際市場上9毫米槍彈的種類繁多，價格也很便宜，令9毫米口徑武器在各國警察中裝備量很大。
瑞士布鲁加&托梅公司自從生產B&T MP9戰術衝鋒槍（該槍亦具有作為個人防衞武器的能力）以來，在這個課題上已經獲得了豐富的經驗，並從許多客戶獲得反饋意見。從反饋意見所得知，無論是一把9毫米手枪、冲锋枪或卡賓槍，很多認為已經是現代化的9毫米子彈事實上已經遠遠過時。在這些類別中，其他具有競爭力的產品如非一些使用衝壓件，就是使用金屬加工的老舊設計，導致武器沉重而昂貴。另一方面，不少其他的衝鋒槍產品最初就是由大口徑開始生產，導致衝鋒槍的尺寸可與5.56毫米突擊步槍相比。
於是，在图恩的布鲁加&托梅公司在2011年為其客戶生產及提供了一種新武器，B&T APC警用衝鋒槍。
2019年3月，布鲁加&托梅推出了其APC9 Pro型號，該型號在以前的設計基礎上進行了改進，具有非往復式拉機柄和可更換的手槍握把，並與各款專為AR-15型步槍系列而設計的握把相互兼容。APC9 Pro可將配備一款可選的下機匣，可以使用格洛克手槍彈匣。
2019年3月29日，布鲁加&托梅以其APC9K衝鋒槍，在美国陸軍緊湊型衝鋒槍生產—其他交易協議（P-OTA）競標當中贏得了其合同。這份價值達到260萬美元的合同包括最初的350枝緊湊型衝鋒槍（SCW），另可選擇額外訂購多達1,000枝緊湊型衝鋒槍，當中還包括槍背帶、手冊，配件和備件。

## 設計細節
B&T APC是瑞士布鲁加&托梅公司針對警用市場最新研發的一款高品質的9毫米衝鋒槍。該槍尺寸介於個人防衛武器與5.56毫米突击步枪之間。這種武器是一款根據執法機關和軍隊特種部隊現行規定進行仔細分析而研製的緊湊和靈活的手槍口徑武器，而且不論是作為防守用途武器還是在許多近身距離作戰和城鎮戰當中作為進攻用武器皆可。
APC巧妙融合大量現有的、經過驗證的組件並添加一些真正獨特的工程設計。它在久經時間考驗的特性、高科技的生產材料和製造過程之間作出了聰明和深思熟慮的平衡。這是瑞士卓越的工程和創新的證明。APC系列具有足夠的功能，讓任何使用者意識到並能夠依賴。從一開始就建到武器的靈活性將使該產品被出售給執法，軍事和民用客戶在當地法律允許這種卡賓槍。
APC是一款模塊化武器，它具有兩種口徑，分別是最初提供的、無處不在的9×19毫米，和在美國仍然流行的.45 ACP。APC亦具有多種配置，包括嚴格地只向「政府用戶」提供的擊發調變式沖鋒枪型，和警察和保安用途以及作為民用型的半自動卡賓槍型（法律允許的情況下）。
APC的設計具有高品質、現代化，有價格競爭力的9毫米衝鋒槍。它充分考慮到模塊化、靈活性和人體工學，使用非常簡單，質量可靠，精確度高，接受從普通彈、空尖彈、易碎彈、亞音速彈，甚至在歐洲仍然可以發現的非常輕量彈，所有9毫米彈藥類型。最初設想是作為各國警察的武器。

### 結構特點
當大多數人第一次看到APC，它看起來有点眼熟。
APC是一種直接反沖作用、擊錘射擊系統武器，使用了閉鎖式槍機令APC射擊時的精度有所提高，使用者就很容易將槍抵肩並很舒適地射擊。APC與各式現代輕武器一樣，使用大量現代工程材料，例如航天級合金上機匣和聚合物下機匣／手槍握把、彈匣和槍托。
APC的機械瞄具由鬼環式照門和柱狀準星組成，高低和方向可調，不使用時可褶疊於基座裏，使用時會迅速彈出來。與HK MP5相同的3個槍口鎖耳可以加裝快速裝拆式抑制器或消焰器（APC45的槍管預設具有消焰器）。APC採用了與MP9相同的高強度聚合物製成半透明彈匣，可以讓使用者隨時知道彈匣內的剩餘彈量。自2003年推出以來，該類型的彈匣幾乎沒有在陣前發生故障；其彈匣容量15發、20發、25發或30發，質量分別為240克、300克、370克或440克。在APC上使用時，更可使用彈匣並聯器，將兩個彈匣同一個方向聯結在一起，以加快其重新裝填；而步枪口徑型時，則可使用STANAG彈匣。APC採用來自B&T GL-06榴彈發射器的聚合物槍托，並與HK UMP衝鋒槍極為相似地可折疊至右側；而步枪口徑型時，還可採用可伸縮及折疊式槍托。操作方式，尤其是扳機組件本身，與AR-15／M16步槍相同，可接受許多後市場替換零件。其它所有控制旋鈕，例如槍機保持開放釋放按鈕和彈匣釋放按鈕，在槍身兩側皆有設置並可舒服地操作；拉機柄可根據使用者的喜好，在機匣左右兩側互換設置。
與其他大多數武器系統不同，而另一方面與MP9相同的是，APC的槍械、彈藥及消聲器都由同一家公司研製，安裝其快速裝拆式消聲器並且配用亞音速彈藥，可使槍口噪音降至低於32分貝，特別匹配。公司聲稱APC適合使用世界上任何一種現有的9×19公釐帕拉貝倫口徑手枪子彈，該公司也研製了其亞音速彈藥和消声器，APC使用這兩者射擊時可以非常有效地降低槍口焰和噪音，亦增加使用者在夜間或建築物內使用時的隱蔽性。

### 操作性能
APC沒有鋒利棱角的鬼環式照門使隱蔽攜槍時不會被衣服掛住，和片狀準星護翼用於保護準星一起，不需使用時亦可將其褶疊。機匣與護木採用一體式設計，由鋁合金製造而成，其機匣頂部設有長MIL-STD-1913戰術導軌，可以用以安裝光学瞄准镜、反射式瞄準鏡、棱鏡式瞄準鏡、夜視鏡或热成像仪等配件，例如APC預設的Aimpoint Micro T-1小型紅點瞄準鏡；而前護木兩側及底部則以便安裝對應導軌的戰術燈、雷射瞄準器、垂直前握把和／或兩腳架。由於APC採用的槍托來自B&T GL-06，因此可以向右褶疊以方便携行，非常適合近身距離作戰。該槍托具有兩種類型，一種為一般型三角形框架式槍托，另一種為特種警察部隊人員在佩戴頭盔時瞄準射擊使用的B&T折疊式遮陽頭盔（B&T Foldable Visor Helmet）型彎桿式槍托。另外亦可以加裝一個彈殼收集袋到機匣右側的拋殼口。
APC衝鋒槍型可以半自動或全自動射擊，其快慢機位於握把的上方，並可同時作為其手動保險。將快慢機桿推向左邊並看到一個紅點，表示是半自動射擊位置；而推到右邊並看到三個紅點，則表示是全自動射擊位置；而APC卡賓槍型則由於取消了全自動射擊位置而單純地作為該槍的保險。打空彈匣之後，槍機處於後方位置以實現無彈後定。全自動射擊APC時，發射數發子彈之後便自動穩定，然後會準確命中目標。位於後部中間的槍背帶環使攜槍者背槍既舒適又安全，可以將背帶掛在脖子上或者肩上，而槍口始終對準目標方向，緊急情況下使用者可以將槍背帶和槍一起在數秒鐘內從身上取下來，進入戰鬥狀態。

## 衍生型

### APC9衝鋒槍型
基本型號，採用自由槍機式自動方式，聚合物機匣及彈匣，摺疊式槍托，彈匣容彈量有15、20、25、30發四種，發射9×19毫米口徑手枪子彈，可以半自動或全自動射擊。

### APC9 G衝鋒槍型
APC9 G衝鋒槍型是APC9衝鋒槍型的裝上格洛克下機匣以轉用格洛克手槍彈匣版本。除了裝上同口徑手槍彈匣（如9毫米的33發延長彈匣）以外同上。

### APC9K衝鋒槍型
APC9K衝鋒槍型是APC9衝鋒槍型的短槍管型版本。除了裝上短槍管以外同上。

### APC9卡賓槍型
APC9卡賓槍型是APC9衝鋒槍型的民用型版本。計劃面向民間市場銷售，除了只能半自動射擊以外，其他結構與APC9衝鋒槍型基本相同。

### APC9-P卡賓槍型
APC9-P卡賓槍型是APC9卡賓槍型的警用型版本。改用長護木和長槍管。

### APC9運動卡賓槍型
APC9運動卡賓槍型是APC9卡賓槍型的運動型版本。改用長護木和更長槍管。

### APC40衝鋒槍型
APC40衝鋒槍型是APC9衝鋒槍的.40 S&W口徑版本。

### APC10衝鋒槍型
APC10衝鋒槍型是APC9衝鋒槍的10毫米Auto口徑版本。

### APC45衝鋒槍型
APC45衝鋒槍型是APC9衝鋒槍的.45 ACP口徑版本。除了發射機構都改為適用於.45 ACP、只能全自動射擊及改以非透明钢製可拆卸式彈匣（目前彈匣容量不明）以外，其餘結構與APC9衝鋒槍相同。

### APC223卡賓槍型
APC223卡賓槍型是APC9衝鋒槍的.223 Remington口徑步枪子彈版本。APC223卡賓槍型採用氣動式和折疊式槍托，護手四面帶有MIL-STD-1913戰術導軌，槍管前端安裝抑制器。

### APC300卡賓槍型
APC300卡賓槍型是APC9衝鋒槍的.300 AAC BLK（7.62×35毫米）口徑步枪子彈版本。在不使用抑制器的情況下，噪音能控制在較低的水平。

### APC556突擊步槍型
APC556突擊步槍型是APC9衝鋒槍的5.56×45毫米北約口徑制式步枪子彈版本。APC556突擊步槍型採用氣動式，並且可以調節導氣量。

## 使用國
| 國家       | 組織名稱                                                 | 型號          | 數量 | 日期 | 參考                 |
| ---------- | -------------------------------------------------------- | ------------- | ---- | ---- | -------------------- |
| 奥地利     | 奥地利聯邦內務部眼鏡蛇作戰司令部                         | APC9          | ?    | ?    | [ 9 ]                |
| 比利时     | 警察單位                                                 | APC9          | ?    | ?    | -                    |
|            | 各支波斯尼亞執法機構                                     | APC9          | ?    | ?    | -                    |
| 以色列     | 以色列國境警察特勤隊                                     | APC9          | ?    | ?    | [ 10 ]               |
| 约旦       | 約旦皇家衛隊                                             | APC9          | ?    | ?    | -                    |
| 立陶宛     | 警察單位                                                 | APC9          | ?    | ?    | [ 11 ]               |
|            | 大韓民國陸軍第707特殊任務團                              | APC9          | ?    | ?    | -                    |
| 塞族共和國 | 特別反恐單位                                             | APC9          | ?    | ?    |                      |
| 斯洛伐克   | 警察單位                                                 | APC9          | ?    | ?    | -                    |
| 瑞士       | 執法機構                                                 | APC9          | ?    | ?    | [ 12 ]               |
| 乌克兰     | 烏克蘭特種作戰部隊                                       | APC9          | ?    | ?    |                      |
| 美国       | 美国陆军人身安全分隊、美國海關及邊境保衛局、地方警察單位 | APC9K、APC9SD | 350  | 2019 | [ 13 ] [ 14 ] [ 15 ] |
| 梵蒂冈     | 瑞士近衛隊                                               | APC556        | ?    | ?    |                      |

## 流行文化

### 电影
- 2013年—：型號為B&T APC9衝鋒槍型，使用棕褐色上機匣，裝上EOTECH 553全息瞄准镜、垂直前握把、戰術燈和抑制器，由多名僱傭兵，包括首領埃米爾·斯坦茲（Emil Stenz，傑森·克拉克飾演）、卡爾·基利克（Killick，凱文·瑞金飾演）所使用，其中一枝被主角約翰·凱爾（John Cale，查寧·泰坦姆飾演）所繳獲。
- 2015年—《3》：型號為B&T APC9衝鋒槍型，由奧列格的心腹所使用。
- 2015年—：型號為B&T APC9衝鋒槍型。白色機匣，裝上ASG Super Xenon 16085戰術燈，由阿尔卑斯山秘密基地守衛所使用；黑色機匣型則被開頭綁匪所使用。
- 2015年—：型號為B&T APC9衝鋒槍型，奇怪的沒有裝上瞄準設備而只裝上垂直前握把，由一名打手所使用，後來被主角吉姆·泰瑞爾（Jim Terrier，西恩·潘飾演）所繳獲。
- 2017年—：型號為B&T APC9衝鋒槍型，由罌粟·亞當斯的手下所使用，其中一枝亦被哈利·哈特（柯林·佛斯飾演）所繳獲。

### 电视剧
- 2014年—《24：再活一天》：型號為B&T APC9衝鋒槍型，第6集（播出順序為第198集）“Day 9: 4:00 p.m. – 5:00 p.m.”之中，由卡爾·拉斯克（Karl Rask，阿克塞爾·亨尼飾演）的手下所使用。

### 电子遊戲
- 2019年—：第五季新增武器，命名為“ISO”，外觀與真槍稍有不同，可作定製改裝。
- 2022年—：APC556於第二季實裝，命名為“ISO Hemlock”，預設為5.56×45mm口徑，可改裝至發射.300 BLK（英语：.300 AAC Blackout）彈藥；APC45於第四季實裝，命名為“ISO 45”; APC9 G於第六季實裝，命名為“ISO 9mm”。
- 2023年—《戰地風雲2042》：型號為APC9 K PRO，第四季新增武器，命名为“AC9”。

## 資料來源
1. 1 2 3 4 5 6 7 8 9  APC Carbine （页面存档备份，存于） Retrieved on April 26, 2013.
2. 1 2 3 4  APC9 Carbine Description[永久] Retrieved on April 26, 2013.
3. 1 2 3 4 5 6 7 8 9  Modern Firearms—B&T Advanced Police Carbine / APC submachine gun （页面存档备份，存于） Retrieved on April 26, 2013.
4. ↑  .   [2020-01-15]. （原始内容存档于2020-01-15）.
5. ↑  . Federal Business Opportunities. 1 April 2019  [7 April 2019]. （原始内容存档于2019-04-06）.
6. ↑  The Firearm Blog—B&T APC9 Submachine Gun （页面存档备份，存于） Retrieved on April 26, 2013.
7. ↑  .   [2020-01-15]. （原始内容存档于2019-10-19）.
8. ↑  The Firearm Blog—B&T APC9 Civilian Model （页面存档备份，存于） Retrieved on April 26, 2013.
9. ↑  https://www.google.com/search?q=Eko+Cobra+apc9&client=firefox-b-d&source=lnms&tbm=isch&sa=X&ved=0ahUKEwiksIOv_sXkAhUa6aYKHR8SCUAQ_AUIEigB&biw=1920&bih=1086#imgrc=jQ1O2ZFKgpLRDM:
10. ↑  https://2019-uploaded.fresh.co.il/2019/07/11/96277871.jpg/image-of-a-yamam-operator-with-APC9-sd%5B%5D
11. ↑  .   [2020-01-15]. （原始内容存档于2020-01-15）.
12. ↑  .   [2020-01-15]. （原始内容存档于2019-12-17）.
13. ↑  Mizokami, Kyle. . Popular Mechanics. 2019-04-02  [2019-04-04]. （原始内容存档于2019-04-04） （美国英语）.
14. ↑  . Federal Business Opportunities. 1 April 2019  [7 April 2019]. （原始内容存档于2019-04-06）.
15. ↑  .   [2020-01-15]. （原始内容存档于2020-01-15）.

- （英文）—Brügger & Thomet官方網站
- （英文）—Modern Firearms—B&T Advanced Police Carbine / APC submachine gun（页面存档备份，存于）

## 外部連結
- （英文）—Modern Firearms—
  - B&T Advanced Police Carbine / APC submachine gun（页面存档备份，存于）
  - B+T APC-556 and APC-300 assault rifle and carbine（页面存档备份，存于）
- （英文）—Small Arms Defense Journal—B&T Advanced Police Carbine（页面存档备份，存于）
- （英文）—Army Recognition－The new Swiss B&T Police Carbine Prabellum 9x19 calibre at MSPO 2012 0308126
- （英文）—Swiss Submachineguns（页面存档备份，存于）
- （英文）—The Firearm Blog.com—
  - B&T APC9 Submachine Gun（页面存档备份，存于）
  - B&T APC9 Civilian Model（页面存档备份，存于）
  - The B&T APC9 SuomiArchive.today的存檔，存档日期2013-06-24
  - Exclusive: B&T APC223 Prototype .223 Rifle（页面存档备份，存于）
  - B&T APC300 In The Works（页面存档备份，存于）
  - New B&T USA Importer ARMATI（页面存档备份，存于）
  - Green Alps, blue lakes, fine guns. A brief report from B+T AG facility in Thun, Switzerland（页面存档备份，存于）
  - POTD: Brugger+Thomet APC9（页面存档备份，存于）
  - Brügger & Thomet APC 556/300 Coming in 2015（页面存档备份，存于）
  - Brügger & Thomet USA Firearms Now Available（页面存档备份，存于）
  - The B&T APC-9 Submachine Gun, VP9 Pistol And Others (B&T Police & Military Day 2015) ［PHOTO HEAVY］（页面存档备份，存于）
  - B&T At B&T Police & Military Day 2015（页面存档备份，存于）
  - New adjustable stocks from Swiss B&T（页面存档备份，存于）
  - B&T APC556 PDW and Raubtier Thermal Imaging at IWA 2016（页面存档备份，存于）
  - National Firearm Survey 2015: Are you a “Hardcore Super Owner”?（页面存档备份，存于）
  - New: B&T APC9 SD – Suppressed carbine in 9×19 mm（页面存档备份，存于）
  - PREVIEW: The New B&T APC308（页面存档备份，存于）
- （英文）—The Truth About Guns.com—
  - First Impressions: B&T APC9（页面存档备份，存于）
  - Gun Review: B&T APC9（页面存档备份，存于）
- （英文）—Tactical Life.com—12 Guns from IWA 2014, Europe’s Largest Firearms Expo（页面存档备份，存于）
- （英文）—G3 Blog－STARIK REVIEWS – BRÜGGER & THOMET APC45[永久]
- （英文）—Guns.com－Brugger & Thomet 5.56 APC Rifle (5 PHOTOS)（页面存档备份，存于）
- （简体中文）—D Boy Gun World（槍炮世界）—
  - APC手枪弹口径型 （页面存档备份，存于）
  - APC步枪弹口径型 （页面存档备份，存于）